# آرثر روبنسون (لاعب كريكت بريطاني)
آرثر روبنسون (17 أغسطس 1946 في المملكة المتحدة - ) (بالإنجليزية: Arthur Robinson)‏ هو لاعب كريكت بريطاني.